# Astiini
Astiini è una tribù di ragni appartenente alla sottofamiglia Amycinae della famiglia Salticidae dell'ordine Araneae della classe Arachnida.

## Distribuzione
I 12 generi oggi noti di questa tribù sono diffusi prevalentemente in Australia, Nuova Guinea, Taiwan e Nuova Zelanda; solo il genere Anaurus è endemico del Brasile e il genere Orthrus è diffuso nel Borneo e nelle Filippine.

## Tassonomia
A maggio 2010, gli aracnologi riconoscono 12 generi appartenenti a questa tribù:
- Adoxotoma Simon, 1909 — Australia, Nuova Zelanda (6 specie)
- Anaurus Simon, 1900 — Brasile (1 specie)
- Arasia Simon, 1901 — Australia, Nuova Guinea (3 specie)
- Aruana Strand, 1911 — Nuova Guinea, Isole Aru (2 specie)
- Astia L. Koch, 1879 — Australia (3 specie)
- Helpis Simon, 1901 — Australia, Nuova Guinea (8 specie)
- Jacksonoides Wanless, 1988 — Australia (7 specie)
- Megaloastia Zabka, 1995 — Australia (1 specie)
- Orthrus Simon, 1900 — Filippine, Borneo (4 specie)
- Sondra Wanless, 1988 — Australia (15 specie)
- Tara Peckham & Peckham, 1886 — Australia, Isola Lord Howe (3 specie)
- Tauala Wanless, 1988 — Australia, Taiwan (8 specie)